# مهدی خدابخشی
مهدی خدابخشی (زاده ۱ اردیبهشت ۱۳۷۰ در تهران) تکواندوکار ایرانی است.
از افتخارات وی می‌توان به کسب مدال طلا تکواندو جهان در سال ۲۰۱۵ روسیه، طلای بازیهای آسیایی اینچئون ۲۰۱۴، طلای جهان سال ۲۰۲۲ در کشور مکزیک در وزن ۸۷ کیلوگرم و طلای مسابقات ارتش‌های جهان ۲۰۱۲ ویتنام و طلای مسابقات قهرمانی آسیا در سال ۲۰۱۴ ازبکستان مدال طلا وزن ۸۷ کیلوگرم در بازی‌های همبستگی کشورهای اسلامی ۲۰۱۳ اندونزی و قهرمانی در مسابقات جهانی تکواندو ۲۰۱۵ اشاره کرد.
وی در تاریخ ۱۴ آبان ۱۳۹۸ به کشور صربستان مهاجرت کرد.
خدابخشی در مسابقات جهانی تکواندو ۲۰۲۲ در مکزیک، موفق به کسب مدال طلا و عنوان بهترین بازیکن جهان از کشور صربستان شد.